# Liste der Biografien/Dave
Liste der Biografien |
Portal Biografien |
Personensuche
# |
A |
B |
C |
D |
E |
F |
G |
H |
I |
J |
K |
L |
M |
N |
O |
P |
Q |
R |
S |
T |
U |
V |
W |
X |
Y |
Z |
?
 
Da |
Db |
Dc |
Dd |
De |
Dg |
Dh |
Di |
Dj |
Dk |
Dl |
Dm |
Dn |
Do |
Dq |
Dr |
Ds |
Du |
Dv |
Dw |
Dy |
Dz
 
Daa |
Dab |
Dac |
Dad |
Dae |
Daf |
Dag |
Dah |
Dai |
Daj |
Dak |
Dal |
Dam |
Dan |
Dao |
Dap |
Daq |
Dar |
Das |
Dat |
Dau |
Dav |
Daw |
Dax |
Day |
Daz
 
Dava |
Davd |
Dave |
Davi |
Davl |
Davo |
Davr |
Davs |
Davu |
Davy
Die Liste der Biografien führt alle Personen auf, die in der deutschsprachigen Wikipedia einen Artikel haben. Dieses ist eine Teilliste mit 118 Einträgen von Personen, deren Namen mit den Buchstaben „Dave“ beginnt.

## Dave
- Dave (* 1944), niederländischer Popsänger
- Dave (* 1969), Schweizer Künstler
- Dave (* 1998), britischer RapperDave (* 1998)

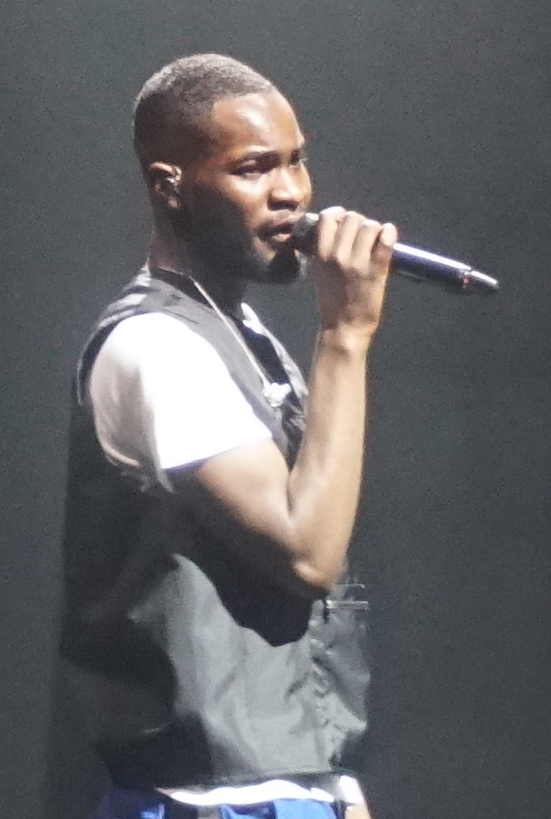
Dave (* 1998)

- Dave (* 1999), deutscher YouTuber und Content Creator
- Dave B (* 1992), US-amerikanischer Hip-Hop-Musiker
- Dave Rodgers (* 1963), italienischer Eurobeatmusiker
- Dave, Chris (* 1973), amerikanischer Funk- und Fusionmusiker (Schlagzeug, Komposition)
- Dave, Dave (1976–2018), US-amerikanischer Konzeptkünstler
- Dave, Pradeep Kumar, indischer orthopädischer Chirurg und Hochschullehrer
- Dave, Victor (1845–1922), belgischer Journalist und Anarchist
- Dave202 (* 1973), Schweizer DJ und Musikproduzent

### Davee
- Davee, Thomas (1797–1841), US-amerikanischer Politiker

### Davel
- Davel, Jean Daniel Abraham (1670–1723), Schweizer Rebell
- Davel, Joel, US-amerikanischer Perkussionist, Instrumentenbauer und Komponist
- Daveluy, Antoine (1818–1866), französischer Missionar und Heiliger
- Daveluy, Lucien (1892–1975), kanadischer Organist, Komponist und Chorleiter
- Daveluy, Marie (* 1936), kanadische Sängerin und Musikpädagogin
- Daveluy, Raymond (1926–2016), kanadischer Organist, Komponist und Musikpädagoge

### Daven
- D’Avena, Cristina (* 1964), italienische Sängerin und Schauspielerin
- Davenant, John († 1641), Bischof von Salisbury
- Davenant, William (1606–1668), englischer Schriftsteller und Theaterdirektor
- Davenny-Wyner, Susan (* 1943), US-amerikanische Sängerin und Dirigentin
- Davenport, Alan Garnett (1932–2009), kanadischer Mechanikingenieur und Professor an der University of Western Ontario
- Davenport, Billy (1931–1999), US-amerikanischer Schlagzeuger
- Davenport, Calum (* 1983), englischer Fußballspieler
- Davenport, Charles (1866–1944), US-amerikanischer Biologe und Eugeniker
- Davenport, Christian (* 1965), amerikanischer Politikwissenschaftler
- Davenport, Cow Cow (1894–1955), US-amerikanischer Blues-Musiker
- Davenport, Cyril (1848–1941), britischer Bibliotheksmitarbeiter, Kunstgelehrter und Kunstgewerbler
- Davenport, Dorothy (1895–1977), US-amerikanische Schauspielerin, Drehbuchautorin, Regisseurin und Filmproduzentin
- Davenport, Edgar Loomis jun. (1862–1918), US-amerikanischer Schauspieler
- Davenport, Edward Loomis (1816–1877), US-amerikanischer Bühnenschauspieler
- Davenport, Fanny (1850–1898), US-amerikanische Bühnenschauspielerin
- Davenport, Fanny Elizabeth Vining (1829–1891), englische Bühnenschauspielerin
- Davenport, Franklin (1755–1832), US-amerikanischer Politiker
- Davenport, Frederick Morgan (1866–1956), US-amerikanischer Soziologe und Politiker
- Davenport, Guy (1927–2005), US-amerikanischer Dichter, Essayist und Hochschullehrer
- Davenport, Harold (1907–1969), englischer Mathematiker
- Davenport, Harry (1866–1949), US-amerikanischer Schauspieler
- Davenport, Harry J. (1902–1977), US-amerikanischer Politiker
- Davenport, Homer (1867–1912), US-amerikanischer Zeichner und Karikaturist und Pferdezüchter
- Davenport, Ira (1841–1904), US-amerikanischer Politiker
- Davenport, Ira (1887–1941), US-amerikanischer Sprinter und Mittelstreckenläufer
- Davenport, Ira Erastus (1839–1911), US-amerikanischer Zauberkünstler
- Davenport, Jack (* 1973), britischer SchauspielerJack Davenport (* 1973)

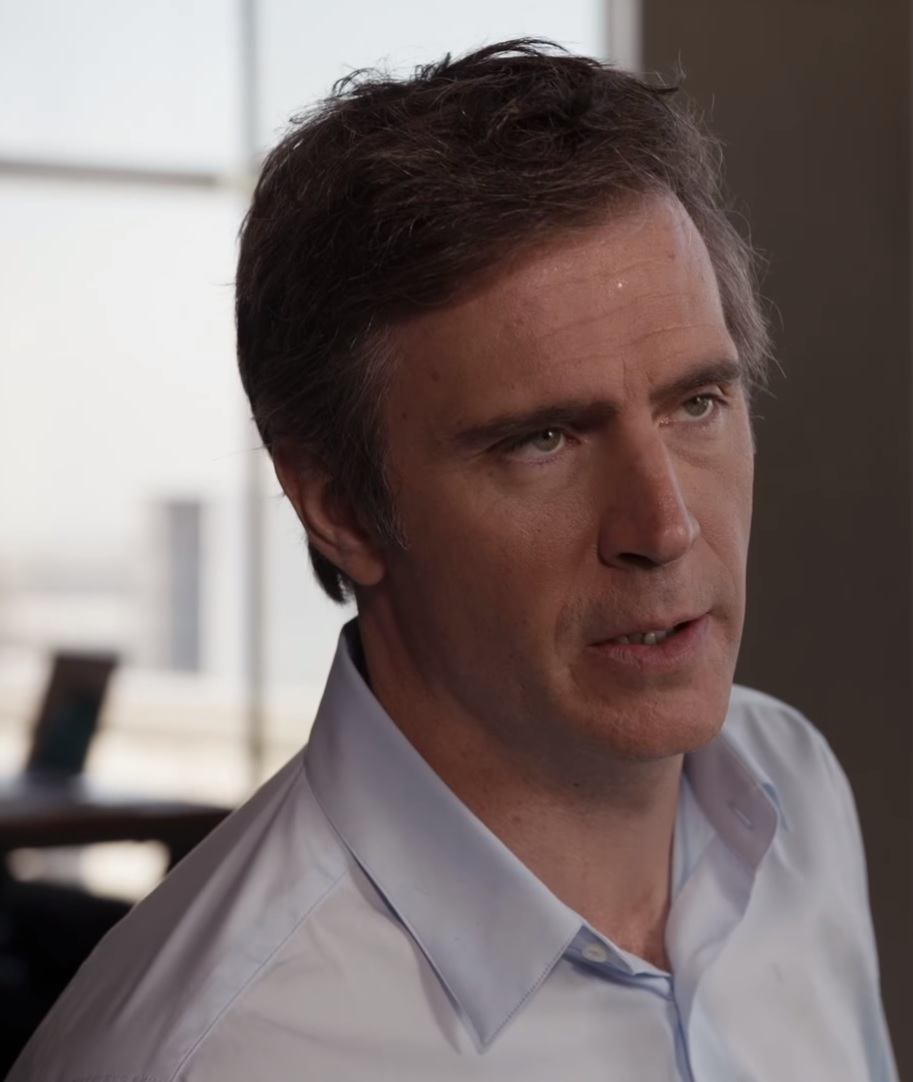
Jack Davenport (* 1973)

- Davenport, James (1758–1797), US-amerikanischer Jurist und Politiker (Föderalistische Partei)
- Davenport, James S. (1864–1940), US-amerikanischer Politiker
- Davenport, Jessica (* 1985), US-amerikanische Basketballspielerin
- Davenport, John (1597–1670), neuenglischer Pastor und Führer der Puritanergeneration
- Davenport, John (1752–1830), US-amerikanischer Rechtsanwalt, Offizier und Politiker (Föderalistische Partei)
- Davenport, John (1788–1855), US-amerikanischer Politiker
- Davenport, John S. (1907–2001), US-amerikanischer Numismatiker
- Davenport, Julién (* 1995), US-amerikanischer American-Football-Spieler
- Davenport, LaNoue (1922–1999), US-amerikanischer Musiker
- Davenport, Lara (* 1983), australische Schwimmerin
- Davenport, Lee (1915–2011), amerikanischer Physiker
- Davenport, Lester (1932–2009), US-amerikanischer Blues-Musiker
- Davenport, Lindsay (* 1976), US-amerikanische TennisspielerinLindsay Davenport (* 1976)

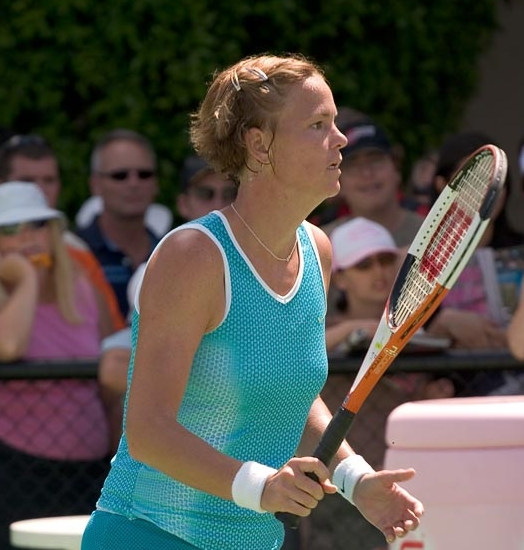
Lindsay Davenport (* 1976)

- Davenport, Madison (* 1996), US-amerikanische Schauspielerin
- Davenport, Marcus (* 1996), US-amerikanischer American-Football-Spieler
- Davenport, Miriam (1915–1999), US-amerikanische Malerin und Bildhauerin
- Davenport, Nigel (1928–2013), britischer Schauspieler
- Davenport, Paul, US-amerikanischer Lehrer und Schriftsteller
- Davenport, Peter (* 1961), englischer Fußballspieler
- Davenport, Reid, Filmregisseur, Filmproduzent und Filmeditor
- Davenport, Richard (* 1985), britischer Leichtathlet
- Davenport, Robert (1671–1735), englisch-russischer Schiffbauer
- Davenport, Ross (* 1984), britischer Schwimmer
- Davenport, Ryan, kanadischer Skeletonpilot
- Davenport, Samuel Arza (1834–1911), US-amerikanischer Politiker
- Davenport, Selina (1779–1859), britische Romanautorin
- Davenport, Skyler, US-amerikanische Schauspielerin und Synchronsprecherin
- Davenport, Stanley Woodward (1861–1921), US-amerikanischer Politiker
- Davenport, Stuart (* 1962), neuseeländischer Squashspieler
- Davenport, Thomas († 1838), US-amerikanischer Politiker
- Davenport, Thomas (1802–1851), US-amerikanischer Erfinder, der das weltweit erste Patent auf einen Elektromotor erhielt
- Davenport, Wallace (1925–2004), US-amerikanischer Jazztrompeter
- Davenport, William (1841–1877), US-amerikanischer Zauberkünstler
- Davenport, Willie (1943–2002), US-amerikanischer Leichtathlet
- Davenport, Winthrop (1942–2022), US-amerikanischer Volleyballspieler
- Daventry, Leonard (1915–1987), britischer Science-Fiction-Autor

### Daver
- Daverio, Gustav (1839–1899), Schweizer Ingenieur, Gründer der Werkzeugfabrik Daverio & Cie. und des Zürcher Konstruktionsbüros Daverio-Henrici & Cie.
- Daverio, Paul Jean (* 1944), französisch-italienischer ChirurgPaul Jean Daverio (* 1944)

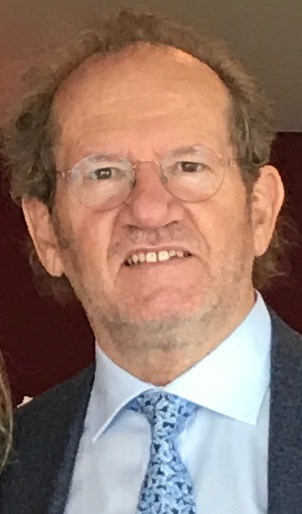
Paul Jean Daverio (* 1944)

- Daverio, Pietro Antonio (* 1564), italienischer Bildhauer des Manierismus
- Davern, Brett (* 1992), US-amerikanischer Schauspieler
- Davern, Don (1935–1968), irischer Politiker, Teachta Dála
- Davern, Kenny (1935–2006), US-amerikanischer Jazz-Klarinettist und Saxophonist
- Davern, Michael (1900–1973), irischer Politiker (Fianna Fáil)
- Davern, Noel (1945–2013), irischer Politiker (Fianna Fáil), MdEP
- D’Aversa, Alberto (1920–1969), italienischer Filmregisseur und Theaterschaffender
- Daversa, John (* 1972), amerikanischer Jazzmusiker (Trompeter, Arrangeur, Bigband-Leader)
- D’Aversa, Jonathan (* 1986), kanadischer Eishockeyspieler
- d’Aversa, Miguel (1915–2004), italienischer Ordensgeistlicher, römisch-katholischer Bischof von Humaitá
- D’Aversa, Roberto (* 1975), italienischer Fußballspieler
- Daverveld, Tijn (* 2000), niederländischer Fußballspieler

### Daves
- Daves, Delmer (1904–1977), US-amerikanischer Drehbuchautor und Regisseur
- Daves, Joan (1919–1997), US-amerikanische Literaturagentin
- Daves, Vera (* 1983), angolanische Politikerin
- Davesne, Kassandra (* 1999), französische Tennisspielerin

### Davey
- Davey Boy Smith (1962–2002), englischer WrestlerDavey Boy Smith (1962–2002)

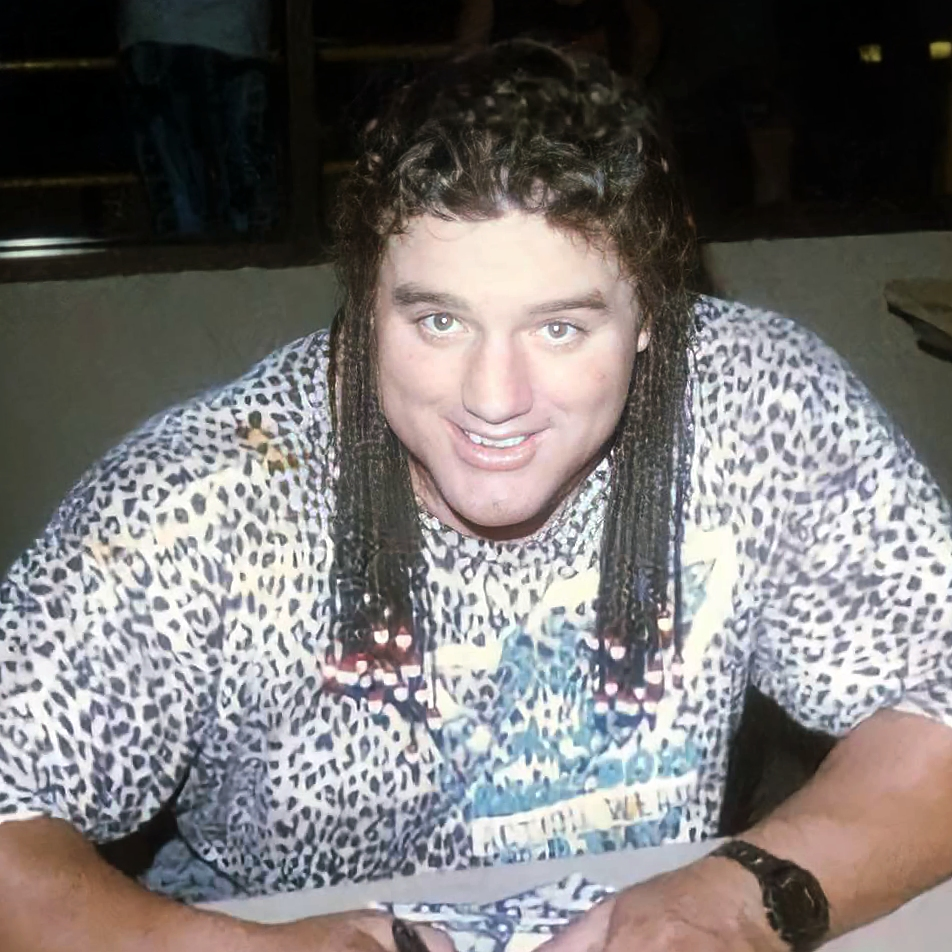
Davey Boy Smith (1962–2002)

- Davey Smith, George (* 1959), Epidemiologe an der University of Bristol
- Davey, Allen M. (1894–1946), US-amerikanischer Kameramann
- Davey, Bruce, australischer Filmproduzent
- Davey, Charlie (1886–1964), britischer Radrennfahrer
- Davey, Damian (1964–2017), britischer Schauspieler und Sänger
- Davey, Edward (* 1965), britischer Politiker (Liberal Democrats), Mitglied des House of Commons
- Davey, Frank (* 1940), kanadischer Dichter, Schriftsteller und Hochschullehrer
- Davey, Gerry (1914–1977), britischer Eishockeyspieler und -schiedsrichter
- Davey, Horace, Baron Davey (1833–1907), britischer Jurist und Politiker, Mitglied des House of Commons
- Davey, Lewis (* 2000), britischer Sprinter
- Davey, Mark Robert (* 1968), britischer Kunstfotograf
- Davey, Martin (1884–1946), US-amerikanischer Politiker
- Davey, Moyra (* 1958), kanadische Fotografin, Videokünstlerin und Autorin
- Davey, Robert C. (1853–1908), US-amerikanischer Politiker
- Davey, Shaun (* 1948), irischer Komponist
- Davey, Thomas (1758–1823), Vizegouverneur von Tasmanien
- Davey-Fitzpatrick, Seamus (* 1998), US-amerikanischer Filmschauspieler

### Davez
- Davezies, Robert (1923–2007), französischer Arbeiterpriester und Friedensaktivist